# ヤン・ヴァン・ブラフト
ヤン・ヴァン・ブラフト（Jan Van Bragt、1928年 - 2007年4月12日）は、日本宗教と哲学を専門とする研究者。名古屋市にある南山宗教文化研究所に所属し、1976年には初代所長を務めた。

## 経歴
1928年、ベルギーのフランドル地方にあるシント・アントニウス・ブレヒト（現・ズーアーセル）に生まれた。18歳のとき淳心会に入会し、1952年に司祭に叙階された。神学院で修士号を取得した後、そこで哲学を教えながら、ルーヴァン・カトリック大学で博士課程の学生としてヘーゲルの研究を続けた。1961年、同大学から博士号を授与される。
博士号取得後の1961年、日本へ向かった。最初の18か月を日本語学習に費やし、その後の18か月を大阪のカトリック堺教会で助祭として務めた後、京都大学に進学した。1965年から1971年にかけて京都大学で学び、京都学派の哲学者・西谷啓治による代表作の一つ『宗教とは何か（Religion and Nothingness）』（カリフォルニア大学出版局、1983年）を英訳した。また、東西宗教交流学会でも中心的な役割を担い、1989年から1997年まで会長を務めた。